# Bitwa nad Haur al-Hammar
Bitwa nad Haur al-Hammar – starcie zbrojne, które miało miejsce 2 marca 1991 w trakcie I wojny w Zatoce Perskiej. Bitwa była ostatnim starciem pomiędzy armią USA a wojskami Iraku. Starcie miało miejsce kilka dni po formalnym zakończeniu walk. (28 lutego)
Dzień po wyzwoleniu Kuwejtu (27 lutego), prezydent George Bush podjął decyzję o przerwaniu walk. Głównodowodzący siłami USA generał Norman Schwarzkopf wydał rozkaz zniszczenia jak największej ilości sprzętu irackiego, który mógłby być wykorzystany w przyszłości do ponownych ataków. Dnia 2 marca w rejonie grobli nad słonym jeziorem Haur al-Hammar doszło do ostatniej bitwy pomiędzy 24 Zmechanizowaną Dywizją Piechoty a iracką Dywizją Hammurabi. Wycofujący się Irakijczycy zaatakowali stojącego na ich drodze przeciwnika, co spowodowało kontratak Amerykanów. Uderzenie przy wsparciu artylerii oraz helikopterów Apache doprowadziło do pogromu Irakijczyków. Dywizja Hammurabi straciła 200 pojazdów opancerzonych i kilka tysięcy jeńców.